# André Zambo Anguissa
André-Frank Zambo Anguissa (Yaundé, 16 de noviembre de 1995) es un futbolista camerunés que juega como centrocampista en la S. S. C. Napoli de la Serie A de Italia.

## Trayectoria
Comenzó su carrera como futbolista en el Coton Sport de su país, Camerún. Tras la temporada 2013-14 abandonó el club camerunés para jugar en el Stade de Reims francés en el que jugó en las categorías inferiores.

### Marsella
En 2015 fichó por el Olympique de Marsella, en principio para el equipo filial, sin embargo, también tuvo oportunidades con el primer equipo. Debutó con el primer equipo el 20 de septiembre de 2015 en un partido de Ligue 1 frente al Olympique de Lyon tras entrar en el minuto 70 sustituyendo a Abdelaziz Barrada. 
Durante la temporada 2016-17 se hizo fijo con el club marsellés, con el que además mostró un compromiso enorme tras denegar la llamada de la selección de fútbol de Camerún en varias ocasiones para centrarse en jugar en el Olympique de Marsella. De esta forma jugó 33 partidos en dicha temporada en la Ligue 1.

### Fulham
El 9 de agosto de 2018 se hizo oficial su fichaje por el Fulham F. C.

#### Cesión al Villarreal
El 26 de julio de 2019 el Villarreal C. F. hizo oficial su incorporación como cedido una temporada con opción de compra. Se afianzó desde el inicio de la temporada como titular en el mediocampo.

### Napoli
El 31 de agosto de 2021 renovó su contrato con el Fulham hasta 2024 y se fue cedido a la S. S. C. Napoli. Jugó en la Serie A el 11 de septiembre siguiente, en la tercera jornada de la liga, en la victoria por 2-1 sobre la Juventus de Turín. Cinco días después hizo lo propio en la Liga Europa, jugando como titular en el primer partido de visitante, disputado contra el Leicester City (2-2). Tras finalizar su primera temporada con la camiseta azzurra con 30 partidos totales, el 26 de mayo de 2022 el conjunto italiano anunció que había ejercido la opción de compra que incluía la cesión.
Comenzó la temporada 2022-23 marcando, el 7 de septiembre, en la victoria de local por 4-1 en casa contra el Liverpool F. C., en la primera jornada de la fase de grupos de la Liga de Campeones. El 1 de octubre siguiente, realizó sus dos primeros goles en la Serie A contra el Torino F. C. (3-1). El siguiente 11 de noviembre renovó el contrato con el Napoli hasta el 30 de junio de 2027. Consolidado como una pieza indispensable en el centro del campo de Luciano Spalletti, el 4 de mayo de 2023, gracias al empate 1-1 de los napolitanos contra el Udinese, ganó el primer Scudetto de su carrera.
El 23 de mayo de 2025 se proclamó campeón de la liga italiana por segunda vez con el Napoli.

## Selección nacional
Es internacional con la selección de fútbol de Camerún, con la que disputó la Copa Confederaciones 2017, en la que marcó un gol.

## Estadísticas

### Clubes
| Club                          | Div.          | Temporada     | Liga nacional | Liga nacional | Copas nacionales | Copas nacionales | Torneos internacionales | Torneos internacionales | Total | Total | Media goleadora |
| Club                          | Div.          | Temporada     | Part.         | Goles         | Part.            | Goles            | Part.                   | Goles                   | Part. | Goles | Media goleadora |
| ----------------------------- | ------------- | ------------- | ------------- | ------------- | ---------------- | ---------------- | ----------------------- | ----------------------- | ----- | ----- | --------------- |
| Olympique de Marsella Francia | 1.ª           | 2015-16       | 9             | 0             | 3                | 0                | 1                       | 0                       | 13    | 0     | 0               |
| Olympique de Marsella Francia | 1.ª           | 2016-17       | 33            | 0             | 4                | 0                | —                       | —                       | 37    | 0     | 0               |
| Olympique de Marsella Francia | 1.ª           | 2017-18       | 37            | 0             | 3                | 0                | 16                      | 0                       | 56    | 0     | 0               |
| Olympique de Marsella Francia | Total club    | Total club    | 79            | 0             | 10               | 0                | 17                      | 0                       | 106   | 0     | 0               |
| Fulham F. C. Inglaterra       | 1.ª           | 2018-19       | 22            | 0             | 3                | 0                | —                       | —                       | 25    | 0     | 0               |
| Villarreal C. F. · España     | 1.ª           | 2019-20       | 36            | 2             | 3                | 0                | —                       | —                       | 39    | 2     | 0.05            |
| Villarreal C. F. · España     | Total club    | Total club    | 36            | 2             | 3                | 0                | 0                       | 0                       | 39    | 2     | 0.05            |
| Fulham F. C. Inglaterra       | 1.ª           | 2020-21       | 36            | 0             | 2                | 0                | —                       | —                       | 38    | 0     | 0               |
| Fulham F. C. Inglaterra       | 2.ª           | 2021-22       | 3             | 0             | 0                | 0                | ―                       | ―                       | 3     | 0     | 0               |
| Fulham F. C. Inglaterra       | Total club    | Total club    | 61            | 0             | 5                | 0                | 0                       | 0                       | 66    | 0     | 0               |
| S. S. C. Napoli · Italia      | 1.ª           | 2021-22       | 25            | 0             | 0                | 0                | 5                       | 0                       | 30    | 0     | 0               |
| S. S. C. Napoli · Italia      | 1.ª           | 2022-23       | 36            | 3             | 1                | 0                | 8                       | 1                       | 45    | 4     | 0.09            |
| S. S. C. Napoli · Italia      | 1.ª           | 2023-24       | 34            | 0             | 0                | 0                | 7                       | 1                       | 41    | 1     | 0.02            |
| S. S. C. Napoli · Italia      | 1.ª           | 2024-25       | 35            | 6             | 2                | 0                | ―                       | ―                       | 37    | 6     | 0.16            |
| S. S. C. Napoli · Italia      | Total club    | Total club    | 130           | 9             | 3                | 0                | 20                      | 2                       | 153   | 11    | 0.07            |
| Total carrera                 | Total carrera | Total carrera | 306           | 11            | 21               | 0                | 37                      | 2                       | 364   | 13    | 0.04            |
| 1. 2.                         |               |               |               |               |                  |                  |                         |                         |       |       |                 |

## Palmarés

### Títulos nacionales
| Título  | Club            | País   | Año     |
| ------- | --------------- | ------ | ------- |
| Serie A | S. S. C. Napoli | Italia | 2022-23 |
| Serie A | S. S. C. Napoli | Italia | 2024-25 |